# Jerry Donahue
Jerry Donahue (* 24. září 1946) je americký kytarista.

## Život a kariéra
Narodil se v New Yorku jako syn swingového hudebníka Sama Donahua a herečky Patricie Donahue a vyrůstal v Los Angeles. Již od dětství dostával lekce na klasickou kytaru. Později se odstěhoval do Anglie, kde se stal součástí místní folkrockové scény. Počátkem sedmdesátých let působil ve skupině Fotheringay a po jejím rozpadu přešel k Fairport Convention, kde hrál v letech 1972 až 1975. Později vydal několik sólových alb. V devadesátých letech působil v kapele The Hellecasters. Během své kariéry spolupracoval s mnoha dalšími hudebníky, mezi něž patří například Johnny Hallyday, Joan Armatrading, Linda Thompson či sourozenecké duo Kate & Anna McGarrigle. Mezi lety 2004 a 2005 hrál ve skupině The Yardbirds. V letech 2015 až 2016 vystupoval s obnovenou kapelou Fotheringay. Dne 29. července 2016 utrpěl mrtvici. Později toho roku bylo uvedeno, že patrně již nikdy nebude schopen hrát na kytaru.